# 時鐘座λ
時鐘座λ，又名CP-60 199，HD 15233、SAO 248555、HR 714，是時鐘座的一颗恒星，视星等为5.35，位于銀經283.79，銀緯-53.2，其B1900.0坐标为赤經2h 22m 6.1s，赤緯-60° -53.2′ 35″。